# 덴드라이트

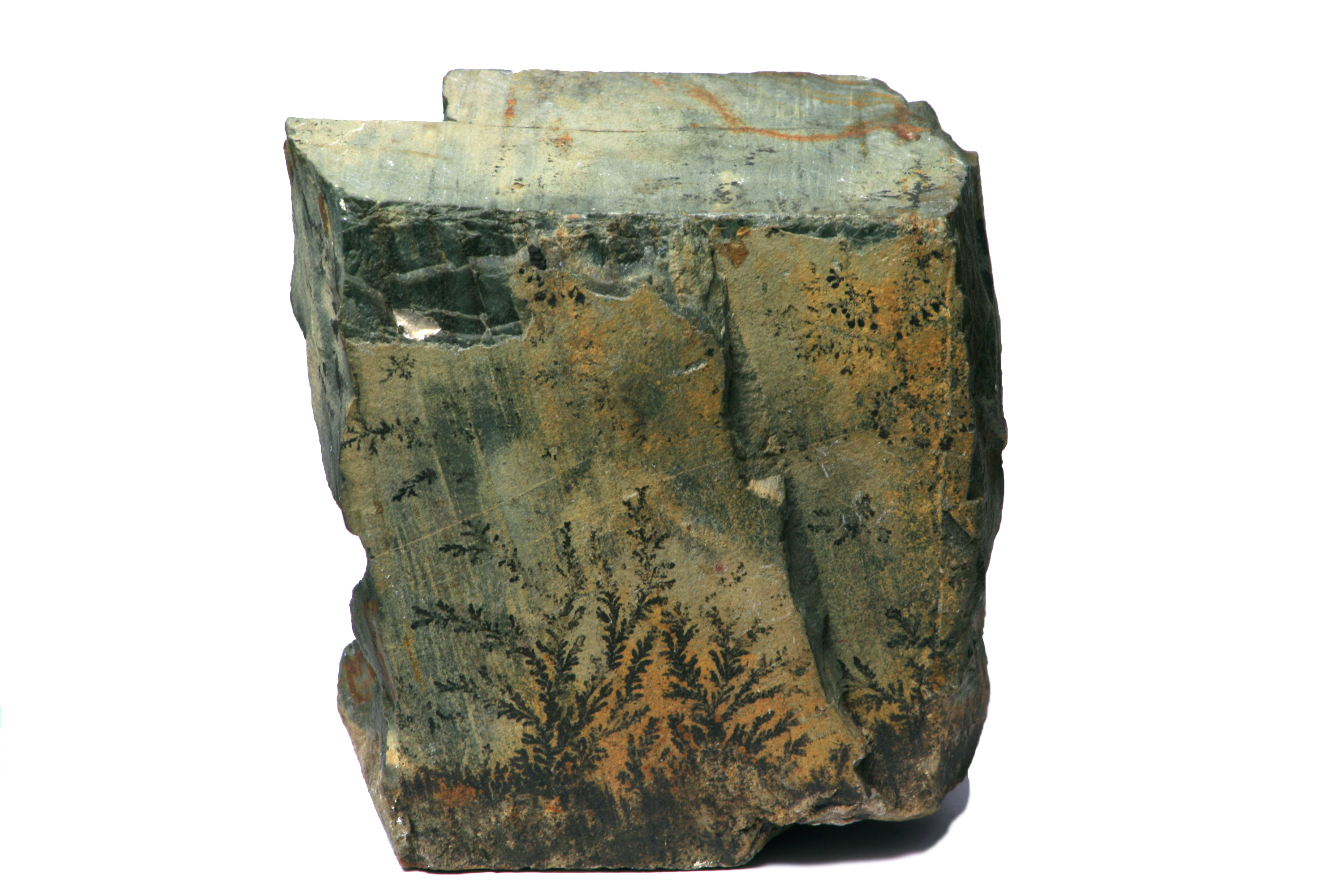

덴드라이트(dendrite)는 나뭇가지 같은 모양으로 발달하는 결정으로, 자연에서 발견되는 프랙탈의 한 가지다.

## 덴드라이트가 발견되는 광물
- 비르네사이트 (Na4Mn14O27·9H2O)
- 코로나다이트 (PbMn8O16)
- 크립토멜레인 (KMn8O16)
- 홀란다이트 (BaMn8O16)
- 로마네차이트 ((Ba,H2O)Mn5O10)
- 토도로카이트 ((Ba,Mn,Mg,Ca,K,Na)2Mn3O12·3H2O) 등등